# Bandits de Border City
Les Bandits de Border City sont une ancienne franchise de hockey sur glace ayant joué dans la Ligue centrale de hockey basé à Texarkana, situé dans l'État du Texas aux États-Unis.

## Histoire
Les Bandits de Border City font leurs débuts dans la Ligue centrale de hockey lors de la saison 2000-2001. Ils n'ont jamais joué une saison complète car au cours de cette saison-même, ils suspendent leurs activités le 20 février 2001 au bout de 51 matchs, restant 19 matchs à jouer.

## Bilan
| Saison    | PJ | V  | D  | N | DP | DTB | BP  | BC  | Pts | Classement        | Séries éliminatoires |
| --------- | -- | -- | -- | - | -- | --- | --- | --- | --- | ----------------- | -------------------- |
| 2000-2001 | 51 | 11 | 36 | 0 | 0  | 4   | 132 | 283 | 26  | saison incomplète | -                    |